# Phalloptychus januarius
Phalloptychus januarius es una especie de peces de la familia de los pecílidos en el orden de los ciprinodontiformes.

## Morfología
Los machos pueden alcanzar los 2,5 cm de longitud total y las hembras los 4 cm.

## Distribución geográfica
Se encuentran en el centro-este de Sudamérica, siendo endémico del oriente del Brasil, desde el estado de Bahía hasta la laguna de los Patos. Reportes de otros países son en realidad confusiones con otras especies.